# Nucleazione
Il fenomeno della nucleazione, assieme all'accrescimento, è uno dei meccanismi attraverso cui può avvenire una transizione di fase (ad esempio cristallizzazione, ebollizione o condensazione).
A prescindere dalla specifica transizione di fase, il termine nucleo si riferisce ad una piccolissima porzione di materia in cui ha inizio il cambiamento di fase; una volta che il nucleo si è formato, si accresce e il processo può continuare finché la transizione di fase non è avvenuta completamente.

## Nucleazione nella cristallizzazione
La cristallizzazione è il passaggio dallo stato liquido a quello solido cristallino.
I solidi cristallini sono in genere costituiti da più cristalli, che si formano durante il processo di cristallizzazione. Il fenomeno della nucleazione aumenta il numero dei cristalli presenti in un solido, mentre il fenomeno dell'accrescimento aumenta le dimensioni di questi cristalli.
Se la velocità di nucleazione è molto elevata rispetto alla velocità di accrescimento, allora il solido presenterà una struttura più vicina allo stato amorfo, mentre se la velocità di accrescimento è molto elevata rispetto alla velocità di nucleazione, il solido presenterà una struttura più vicina a quella di solido monocristallino.
I solidi monocristallini sono più difficili da realizzare, per cui generalmente sono più costosi. Si pensi ad esempio al diamante.

### Centro di nucleazione
La nucleazione ha luogo in corrispondenza di un centro di nucleazione, che è una particella (o corpo estraneo o impurità) in una soluzione satura o sovrassatura, che tramite il meccanismo della catalisi eterogenea (sistema bifasico) attiva legami deboli all'interfaccia con le molecole in soluzione, promuovendo la reazione di cristallizzazione tramite la formazione del germe cristallino, che dà luogo a catena o allo sviluppo del cristallo, aspetto dimensionale, o alla sequenza di generazione dei microcristalli dell'intera soluzione.

### Nucleazione omogenea e nucleazione eterogenea
La nucleazione può essere omogenea o eterogenea.

#### Nucleazione omogenea

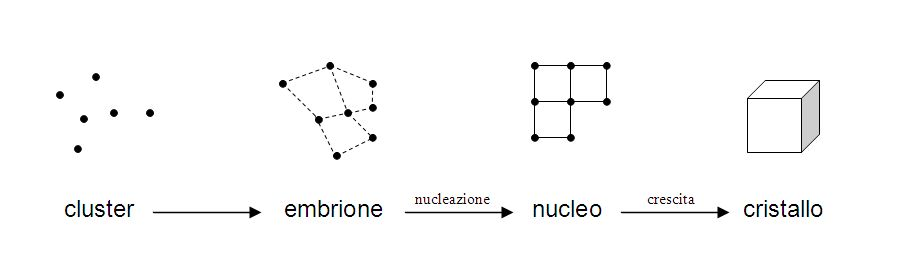
Dinamica del processo di cristallizzazione, nel caso della nucleazione primaria omogenea.

La trasformazione di un metallo da liquido a solido è spontanea e comporta quindi una diminuzione dell'energia libera ΔG. Solo al di sotto della temperatura di equilibrio (solidificazione) il metallo solido è stabile, avendo energia libera inferiore.
Si consideri:
- (ΔGv) = energia libera di volume, legata al volume della particella e definita come la differenza di energia libera tra lo stato liquido e quello solido;

Negativa poiché l'energia viene rilasciata durante la trasformazione da liquido-solido.
- (ΔGs) = energia libera di superficie, legata alla superficie di separazione solido - liquido.

Positiva perché viene assorbita durante la trasformazione da liquido-solido.
- (ΔGε) = energia libera di tensione meccanica, legata alla compressione o dilatazione dei parametri strutturali del nucleo dovuti al fatto che le due fasi non hanno la stessa densità e quindi, a parità di moli, non occupano il medesimo volume. Spesso ai fini del calcolo può essere trascurato.

La solidificazione avviene quando:
(ΔGv) + (ΔGs) + (ΔGε) < 0
cioè quando il termine (ΔGv) negativo si riduce di più di quanto il termine (ΔGs) positivo aumenta. Dal momento che (ΔGv) è nullo alla temperatura di equilibrio, è necessario un sottoraffreddamento notevole (e poco conveniente industrialmente).

##### Esempio
Si consideri l'esempio della solidificazione di una fase omogenea sottoraffreddata con embrione sferico.
Dati:
- ΔGv differenza di energia libera tra il volume unitario cristallino (solido) ed il fluido circostante;
- γ  energia libera specifica di superficie (tensione superficiale);

si ha che:
ΔGr = (ΔGv) + (ΔGs) + (ΔGε) = {\displaystyle {4 \over 3}\pi r^{3}\Delta G_{v}+4\pi r^{2}\gamma +{4 \over 3}\pi r^{3}\varepsilon }
Esiste un raggio critico rc al di sotto del quale la particella solida, anziché accrescersi, si ridiscioglie nel liquido. Esso si ricava dall'annullamento della derivata di ΔG rispetto a r e vale:
{\displaystyle r_{c}={2\gamma  \over (\Delta G_{v}+\varepsilon )}}
Ed un'energia ΔG* in corrispondenza del raggio critico che rappresenta una barriera di attivazione:
ΔG* = {\displaystyle {16 \over 3}{\pi \gamma ^{3} \over (\Delta G_{v}+\varepsilon )^{2}}}
Mentre γ non dipende dalla temperatura, ΔGv  aumenta in modulo al diminuire della temperatura; pertanto la nucleazione è favorita dal sottoraffreddamento, il raggio critico e l'energia di nucleazione diminuiscono.

Data la dipendenza inversa della resistenza meccanica di un metallo a T ambiente dalla dimensione dei cristalli, il grado di sottoraffreddamento assume una notevole importanza.

#### Nucleazione eterogenea
L'energia di attivazione diminuisce notevolmente se la nucleazione avviene su difetti (ad esempio: bordi di grano, vacanze, dislocazioni, superfici del contenitore, impurezze), questo perché il nucleo "copre" parte del difetto e quindi si ha un rilascio di energia con conseguente abbassamento della barriera di attivazione.

##### Esempio
Si consideri l'esempio di una nucleazione eterogenea di una fase β su una superficie di bordo di grano di fase α.
Il nucleo avrà una forma lenticolare con un angolo di contatto θ tra le due fasi che dipenderà dal bilanciamento delle tensioni superficiali.
Pertanto la condizione di equilibrio ci darà:
{\displaystyle \gamma _{\alpha \alpha }=2\cdot \gamma _{\alpha \beta }\cdot cos\theta }
Trascurando il termine di tensione meccanica, avremo la seguente valutazione della variazione di energia libera conseguente alla variazione del nucleo con raggio di curvatura r:
ΔGr = (ΔGv) + (ΔGs) = {\displaystyle V\Delta G_{v}+A_{\alpha \beta }\cdot \gamma _{\alpha \beta }-A_{\alpha \alpha }\cdot \gamma _{\alpha \alpha }}
con
V = volume della lente
Aαα = area dell'interfaccia α-α rimpiazzata
Aαβ = area della nuova interfaccia α-β
Si nota come rispetto alla nucleazione omogenea vi sia un nuovo termine negativo in più che favorisce la nucleazione eterogenea.
Si giunge dunque alla seguente relazione fondamentale:
ΔGretero = ΔGromo · S(θ)
con S(θ) fattore di forma:
{\displaystyle S(\theta )={(2+cos\theta )(1-cos\theta )^{2} \over 2}}
Dunque per un valore di angolo di contatto il fattore di forma è costante e quindi il valore del raggio critico non cambia rispetto a quello della nucleazione omogenea.
{\displaystyle r_{c}={2\gamma _{\alpha \beta } \over (\Delta G_{v}+\varepsilon )}}
Ciò che invece varia è il valore dell'energia libera di attivazione, dipendente dal fattore di forma:
ΔGretero = {\displaystyle {16 \over 3}{\pi \gamma _{\alpha \beta }^{3} \over (\Delta G_{v}+\varepsilon )^{2}}\cdot S(\theta )}